# 奧羅拉 (明尼蘇達州)
奧羅拉（英語：Aurora）是一個位於美國明尼蘇達州聖路易斯縣的城市。

## 歷史
奧羅拉於1898年成立，其郵局自1903年營運至今，同年升格為城市。

## 人口
根據2020年美國人口普查的數據，奧羅拉的面積為10.13平方千米，當中陸地面積為9.57平方千米，而水域面積為0.56平方千米。當地共有人口1678人，而人口密度為每平方千米166人。